# Vladimiro Selva
Vladimiro Selva (San Marino Città, 19 ottobre 1970) è un politico sammarinese.

## Biografia
Laureato in Ingegneria Civile presso l'Università di Bologna.

## Carriera politica
Candidato per la prima volta alle elezioni politiche di san marino nel 2008, entra in Consiglio Grande e Generale nel 2012, alle elezioni politiche nel 2016 decide di non ricandidarsi ma viene poi rieletto alle elezioni politiche del 2019 e del 2024 ed è attualmente in carica presso il Consiglio Grande e Generale.
Inizia la sua carriera politica nel 2005 nel Partito dei Socialisti e dei Democratici a seguito dell'unificazione dei due principali partiti politici della sinistra sammarinese, ovvero il Partito Socialista Sammarinese e il Partito dei Democratici diventando responsabile di diversi gruppi di lavoro che trattano principalmente la tutela del territorio e il suo sviluppo sostenibile.
Nel 2016 a seguito della scissione del Partito dei Socialisti e dei Democratici, contribuisce alla creazione di Sinistra Socialista Democratica, nato dall'unione di Sinistra Unita, Laboratorio Democratico (Labdem) e Progressisti e Riformisti.
Attualmente è membro del gruppo consigliare di Libera San Marino, partito nato dall'unificazione di Sinistra Socialista Democratica, Movimento Civico 10 e Riforme e Sviluppo, oltre che essere membro della Commissione Giustizia e del Consiglio dei XII.

## Vita privata
Vladimiro Selva è padre di due figli.
Appassionato di calcio ha militato come giocatore nel campionato di calcio sammarinese. Attualmente è allenatore di calcio nella Federazione Sport Speciali Sammarinese.